# 6 Canum Venaticorum
Désignations
6 Canum Venaticorum (en abrégé 6 CVn) est est une étoile géante de la constellation boréale des Chiens de chasse. Elle est visible à l'œil nu avec une magnitude apparente de 5,01. L'étoile présente une parallaxe annuelle de 13,27 ± 0,10 mas telle que mesurée par le satellite Gaia, ce qui permet d'en déduire qu'elle est distante de 75,38 ± 0,58 pc (∼246 al) de la Terre. Elle se rapproche actuellement du Système solaire à une vitesse radiale héliocentrique de −4,5 km/s.
6 Canum Venaticorum est une étoile géante jaune évoluée de type spectral G9 III, qui a donc épuisé les réserves en hydrogène qui étaient contenues dans son noyau et qui s'est étendue. C'est une étoile du red clump, qui génère son énergie par la fusion de l'hélium dans son noyau. Les données recueillies par la mission d'Hipparcos ont mis en évidence que l'étoile est très légèrement variable avec une amplitude de 0,0056 en magnitude et selon une fréquence de 0,00636 par jour, soit un cycle tous les 157 jours.
6 Canum Venaticorum est environ deux fois plus massive que le Soleil et elle âgée autour de deux milliards d'années. Son rayon est neuf fois plus grand que le rayon solaire, l'étoile est 68 fois plus lumineuse que le Soleil et sa température de surface est de 4 938 K.